# Titan A.E.
Titan A.E. är en amerikansk animerad science fiction-film från 2000 i regi av Don Bluth och Gary Goldman. Filmen hade biopremiär i USA den 16 juni år 2000.

## Handling
Året är 3028 och jorden har förstörts av de ondskefulla Drejerna. Människorna bor utspridda på olika planeter i ständig kamp för sin överlevnad. Hoppet står nu till Cale (Matt Damon), en rebellisk tonåring som innehar en genetisk karta till rymdskeppet Titan - ett skepp som besitter hemligheten till mänsklighetens räddning. 

## Röster (i urval)
| Figur                | Originalröst           | Svensk röst            |
| -------------------- | ---------------------- | ---------------------- |
| Cale Tucker          | Matt Damon             | Kristian Ståhlgren     |
| Joseph Korso         | Bill Pullman           | Steve Kratz            |
| Gune                 | John Leguizamo         | Andreas Nilsson        |
| Preedex "Preed" Yoa  | Nathan Lane            | Krister St. Hill       |
| Stith                | Janeane Garofalo       | Sharon Dyall           |
| Akima Kunimoto       | Drew Barrymore         | Jennie Jahns           |
| Drejernas drottning  | Christopher Scarabosio | Christopher Scarabosio |
| Professor Sam Tucker | Ron Perlman            | Johan Hedenberg        |
| Unge Cale            | Alex D. Linz           | Tobias Swärd           |
| Tek                  | Tone Lōc               | Mikael Persbrandt      |
| Kocken               | Jim Breuer             | Dick Eriksson          |